# 相良長祗
相良 長祗（さがら ながまさ、文亀元年3月13日（1501年3月31日）- 大永5年1月8日（1525年1月31日））は、相良氏の第14代当主。第13代当主相良長毎の嫡子で三男。官位は左兵衛尉。幼名は満乗丸。通称は太郎。初名は長聖（ながのり）。母は伊東祐国の娘。

## 略歴
文亀元年（1501年）3月13日、人吉城で生まれた。2人の兄、義滋と長隆は庶兄。
永正9年（1512年）、11歳の時に父長毎から家督を譲られ、人吉城主となったが、幼弱のために永正15年（1518年）までは隠居した父が八代高田にて政務を見ていて、実権は無かった。その後、父の死で、18歳にして名実ともに相良氏の惣領となった。
肥後国では守護の菊池氏が内訌により没落し、豊後の大友氏が勢力を伸張し始めていた。菊池武経が出奔した後は、分家から詫摩武安の子武包を迎えたが、永正17年、大友義鑑は菊池氏家臣団と謀って、武包は暗愚であると言う理由で放逐。代わって弟・大友重治が菊池家に入って継ぎ、「菊池義宗（義武）」と改名して守護職も称した。義武は同年、相良氏に所領安堵の書状を送っている。
大永3年（1523年）、22歳の時に長祗と改名した。
これより前、相良氏第11代当主相良長続は、長子頼金が疾を患って不具であったため、三男為続を第12代当主としたが、頼金には子息長定があり、長じて嫡流を蔑ろにされたとの思いから不満を強めていた。時に現当主長祗は若年であり、先代長毎は晩年は長く球磨を留守にしていた。嫡流として家中で信望を集めていた長定は、心ひそかに野心を抱くようになった。
大永4年（1524年）、相良長定は、縁者でもある、奉行職（執政）犬童長広と共謀して謀叛の計画を練った。長祗もこの動きを薄々察知して近習村山治部左衛門と協議したが、なかなか決断できなかった。別の近習園田又四郎は謀反の真偽のほどは明らかではないが「先々君の仇となる者は長定である」としてこれを除かんと刀を手に出ていこうとしたが、長祗は勝手な振る舞いだとして激怒して、最初死罪を申し渡し、周囲に説得されて園田を勘当追放として葦北郡二見に蟄居させた。
このようなことがあった後で、ともかくことを確かめるべく、長祗が使いを立てて長定を詰問すると、長定は驚きを装い、二心無き旨を誓って誓書を書いた。これで長祗は安心して帰城したが、まさにこの日、8月24日の夜、長定と長広は60余人を集めて密かに人吉城内に侵入し、鬨の声を上げて急襲した。長祗は不意を突かれ狼狽し、僅かな従者を連れて城を脱出。薩摩国出水に落ち延びた。翌日、長定は自らが人吉城主となり、これにより長祗は家督を奪われることとなった。
長定はさらに長祗を誘殺せんと謀り、出水に使者を送った。この度の事は逆臣に唆されたのであると説明し、逆臣は討つので、「憤りを休められ、球磨へ御帰城、または水俣城へ御在城されれば目出度きかな」と申し送った。長祗はこの虚言を信じ、翌年1月6日に出水を発し、水俣城へ入った。しかし長定は、津奈木地頭犬童匡政（いんどう ただまさ）に対して、長祗が水俣城へ入ったならば即座に討ち果たせと命じていたのである。
二見に蟄居中の園田又四郎はこれを聞き、死を覚悟して登城して長祗へ注進した。長祗は落涙してその忠義に謝し、蟄居を解いて、主従は水俣城の後方の立山へと逃れた。しかし匡政はすぐに追手を差し向けたので、逃げ場を失った主従は止む無く切腹することになった。長祗は又四郎の介錯により自害して果てた。享年25。
長祗の首級は匡政により球磨に届けられ、長定の検視の上、梅花筒口（現人吉市五日町辺り）の法寿寺（法壽寺）に葬られた。16年後、長祗の庶兄義滋が八代郡高雲寺を長祗の牌所と定め、法名を高雲寺殿大谷蓮世とした。また青井神社の東協龍王社も創建（天文3年）したが、これは長祗を祀った霊廟である。